# Alban Guillemois
 (novembre 2024).
Si vous disposez d'ouvrages ou d'articles de référence ou si vous connaissez des sites web de qualité traitant du thème abordé ici, merci de compléter l'article en donnant les références utiles à sa vérifiabilité et en les liant à la section « Notes et références ».
Pour les articles homonymes, voir Guillemois.
 (décembre 2018).
Alban Guillemois, né à Rennes, est un dessinateur, réalisateur de films d'animation, directeur artistique et auteur de bande dessinée français.  
En 2021, il remporte le prix de la BD chrétienne d’Angoulême pour Bernadette et Lourdes : l’enquête.

## Biographie
Breton d'origine, Alban Guillemois est diplômé DNSEP de l'École supérieure des beaux-arts de Nantes Métropole et il a fréquenté également la Film School de Newport au Royaume-Uni (à travers un programme Erasmus) et l'École Émile-Cohl de Lyon. Il travaille et vit à Paris depuis 2002, aux côtés de son épouse, la décoratrice Mireille Delorme, avec qui il organise régulièrement des expositions et des évènements artistiques.
De sa rencontre avec la maison d'édition Albin Michel en 2005 est née une bande dessinée Steampunk : Louis la Lune (2006),. Le one-shot, L'île aux mille mystères, publié chez Desinge & Hugo & Cie sort en février 2010 puis l'album Le Prince de Sassoun (éditions 12 Bis) sort en 2011,,  
En 2018, il collabore avec Stéphane Bern, Grégoire Mabille et Yvon Bertorello pour un livre illustré sur les dynasties royales en Europe : Il était une fois les princes et les princesses,. Toujours en 2018, paraît Les Aumôniers militaires avec Grégoire Mabille et Yvon Bertorello, avec textes et aquarelles,. En 2020, c'est le retour à la bande dessinée, avec l'album Bernadette & Lourdes : l'enquête puis avec Dom Delaveyne, le Saint de Nevers : l'Enquête.

## Filmographie

### Courts-métrages
- Bon vent le Graisseux coréalisé avec Thierry Poiraud
- Sveltor prince des étoiles
- Le fil de l'Histoire
- Krowland's Républik
- Le robot et la marguerite avec Charlotte Rampling.

### Séries télévisées
Comme décorateur
- 2000 : Hôpital Hilltop - saison 1 / France 5

Comme réalisateur
- 2002: Bob et Scott / TF1

Comme auteur graphique
- 2003 : Les Hydronautes - saison 1 / France 5
- 2004 : Les Hydronautes - saison 2 / France 5

Comme auteur graphique et assistant-réalisateur
- 2005 : Les Devinettes de Reinette - saison 1 / Canal+
- 2006 : Les Devinettes de Reinette - saison 2 / Canal+

### Longs-métrages
Comme directeur artistique
- 2010 : Shooting de Jérôme Diamant-Berger avec Julie Depardieu, Jean-Claude Van Damme et Pierrick Sorin.

Comme acteur
- 2014 : Parisiennes de Slony Sow avec Eriko Takeda.

Comme concepteur de personnages
- 2017 : Rêve au Tuchinski de Jérôme Diamant-Berger avec Max von Sydow, Patrick Braoudé Kolam Productions et Ciné+.

## Ouvrages

### Bandes dessinées
- Louis la Lune, Paris, Éditions Albin Michel, 2006, 62 p.  (ISBN 2-226-16675-0).
- L'île aux mille mystères, Paris, Desinge/Hugo & Cie, 2010, 64 p.  (ISBN 2-7556-0475-1).
- Le Prince de Sassoun, Paris, 12 bis, 2011, 62 p.  (ISBN 9782356482587).
- Bernadette & Lourdes : l'enquête, Paris, Éditions Artège, 2020.
- Dom Delaveyne, le Saint de Nevers : l'Enquête, Paris, Éditions Artège, 2020.

### Livres illustrés
- Collectif (ill. Alban Guillemois et al.), Le livre qui rend fou : H. P. Lovecraft et le livre de raison, Yverdon-les-Bains, Maison d'Ailleurs, 2007, 128 p.
- Patrice Verry (ill. Alban Guillemois et al.), Miss Endorphine, autoédition, 2015, 240 p.  (ISBN 9782955073605).
- Avec Grégoire Mabille et Yvon Bertorello (ill. Alban Guillemois), Les Aumôniers militaires, Paris, Mame, 2018, 110 p.  (ISBN 978-2-7289-2573-5).
- Stéphane Bern, Grégoire Mabille et Yvon Bertorello (ill. Alban Guillemois), Il était une fois les princes et les princesses, Paris, Hugo & Cie, 2018, 200 p.  (ISBN 9782755635508).
- Romain Guérin (ill. Alban Guillemois), La Chorale des cadavres, Paris, Les Éditions Dantès, 2019, 80 p.  (ISBN 978-2956746300).
- Romain Guérin (ill. Alban Guillemois), Drôles de funérailles, Paris, éd. Alba Leone, 2021  (ISBN 978-606-95043-2-1).
- Patrice Verry (ill. Alban Guillemois et al.), Regards, autoédition, 2021, 266 p.  (ISBN 978-2955073612).
- Romain Guérin (ill. Alban Guillemois), Missel du Rebelle, Paris, éd. Alba Leone, 2021, 103 p.  (ISBN 9782970149316)

## Jeu de société
- Musée Mystère avec Bruno Faidutti jeu coédité par le musée français de la carte à jouer et les Éditions Face & Dos

## Principales contributions
- avec Didier et Thierry Poiraud, court-métrage Les Escarpins Sauvage, Lardux films.
- avec Pierrick Sorin, série Pierrick et Jean-Loup Émission Rapptout de Bernard Rapp.
- avec Pierrick Sorin, clip un après-midi à Paris, premier album de Katerine.
- avec Pierrick Sorin, La bataille des tartes Fondation Cartier.
- avec Pierrick Sorin, Cinq rêves dans un jardin Centre national d'art et de culture Georges-Pompidou.
- avec Pierrick Sorin, Stand E9 Foire internationale d'art contemporain.
- avec Pierrick Sorin, Changement de temps Centre national d'art et de culture Georges-Pompidou.
- avec la Maison d'Ailleurs L'expo qui rend fou : H.P. Lovecraft et le livre de raison.
- avec Jérôme Diamant-Berger et Pierrick Sorin préparation du long-métrage Shooting d'Artagnan avec Julie Depardieu.
- avec Rencontres du neuvième art d'Aix-en-Provence Expo CuBDes 2011 avec Zeina Abirached, Takayo Akiyama, Martes Bathori, Moolinex[15]
- avec Alain Mikli La collection de lunettes Prince de Sassoun créée d'après l'univers graphique d'Alban Guillemois.
- avec le Conseil général de la Seine-Saint-Denis, Résidence d'artiste Le Manoir Abracadabrant expo, cabinet de curiosité, performances...
- avec l'École spéciale militaire de Saint-Cyr, exposition au Musée du Souvenir, hommage aux glorieuses figures de l'Histoire de France.

## Œuvres en collection permanente
- 2009 Dessins originaux de Louis la Lune à la Maison d'Ailleurs musée de la science-fiction, de l'utopie et des voyages extraordinaires.
- 2009 Dessins originaux de Musée Mystère au musée français de la carte à jouer.
- 2016 Dessins originaux d'officiers français, au Musée du Souvenir de l'École spéciale militaire de Saint-Cyr

## Récompenses
- Prix du scénario au concours de projet du Festival international du film d'animation d'Annecy 2003 pour Krowland's Republik.
- Nomination au Festival international du film d'animation d'Annecy 2007 pour Les Devinettes de Reinette.
- Prix de la BD chrétienne Angoulême 2021 pour Bernadette et Lourdes, l’enquête[16].